# 生鬼容
刘知方，艺名生鬼容，原籍番禺，是1920年代粤剧名丑生，一目失明，扮相不美，但唱做俱佳，演出「曾豐年」等名班，擅演《陳宮罵曹》及《孔明祭瀘水》。刘知方是粤曲演唱家三喉歌后何麗芳（原名刘洁贞）之父。